# Bielefeld
Bielefeld (výslovnost: IPA: [ˈbiːləfɛlt],  poslech) je město v německém spolkovém státu Severní Porýní-Vestfálsko. Žije zde přibližně 338 tisíc obyvatel. Historické centrum se rozkládá severně od Teutoburského lesa. Moderní čtvrtě jsou ale i na opačné straně v kopcích. V Bielefeldu sídlí významný počet mezinárodně působících firem, včetně potravinářské firmy Dr. August Oetker AG. Dále Dürkopp Adler, Gildemeister a Schuco. Město má také univerzitu založenou v roce 1969. Mezi jeho prvními profesory byl sociolog Niklas Luhmann. Dále je zde teologický seminář Kirchliche Hochschule Bethel. Proslavený je i fotbalový klub Arminia Bielefeld. Za významnou osobnost města současnosti je považován bývalý německý tenista Hendrik Dreekmann (nar. 1975).

## Geografie
Sousední obce: Spenge, Enger, Herford, Bad Salzuflen, Leopoldshöhe, Oerlinghausen, Schloß Holte-Stukenbrock, Verl, Gütersloh, Steinhagen, Halle a Werther.
Město leží na rozvodí mezi Vezerou a Emží. 

## Doprava
Dvě hlavní dálnice A2, A33 se protínají v jihovýchodní části města. Hlavní železniční nádraží je součástí vysokorychlostního systému ICE. Metro má čtyři trasy a spojuje město s předměstími a připojenými obcemi.

## Historie
Bielefeld má přes dva tisíce let starou historii, byl součástí několika států, politických a správních útvarů:
- Antická Římská říše -  v městských čtvrtích Sennestadt a Stieghorst v letech 2017-2019 archeologové odkryli základy opevněného římského tábora, přibližně čtvercového půdorysu o délce hradeb asi 500 x 500 metrů, z doby kolem počátku našeho letopočtu.[2]
- Svatá říše římská od roku 1214-
- Berg (stát) od roku 1346-
- Markrabství Brandenburg (Braniborské markrabství) od roku 1614-
- Minden-Ravensberg v letech 1719-1807
- Vestfálské království
- Pruské království (provincie Vestfálsko) v letech 1815-1918
- Velkoněmecká nacistická říše, v letech 1933-1945; roku 1938 bylo při pogromu asi 900 zdejších židovských obyvatel, převážně mužů, pozatýkáno a odvezeno do koncentračního tábora Buchenwald; zbylí Židé byli následně deportováni do jiných táborů.
- 30. září 1944 Spojenci město vybombardovali, 4. dubna 1945 je obsadila americká armáda
- NSR - Bielefeld se v letech 1950-1988 stal součástí Německé spolkové republiky, a dále až do současnosti opět sjednoceného Německa.

Univerzita byla založena roku 1969, v současnosti má 14 fakult, svůj campus a přibližně 25 tisíc studentů.

## Pamětihodnosti

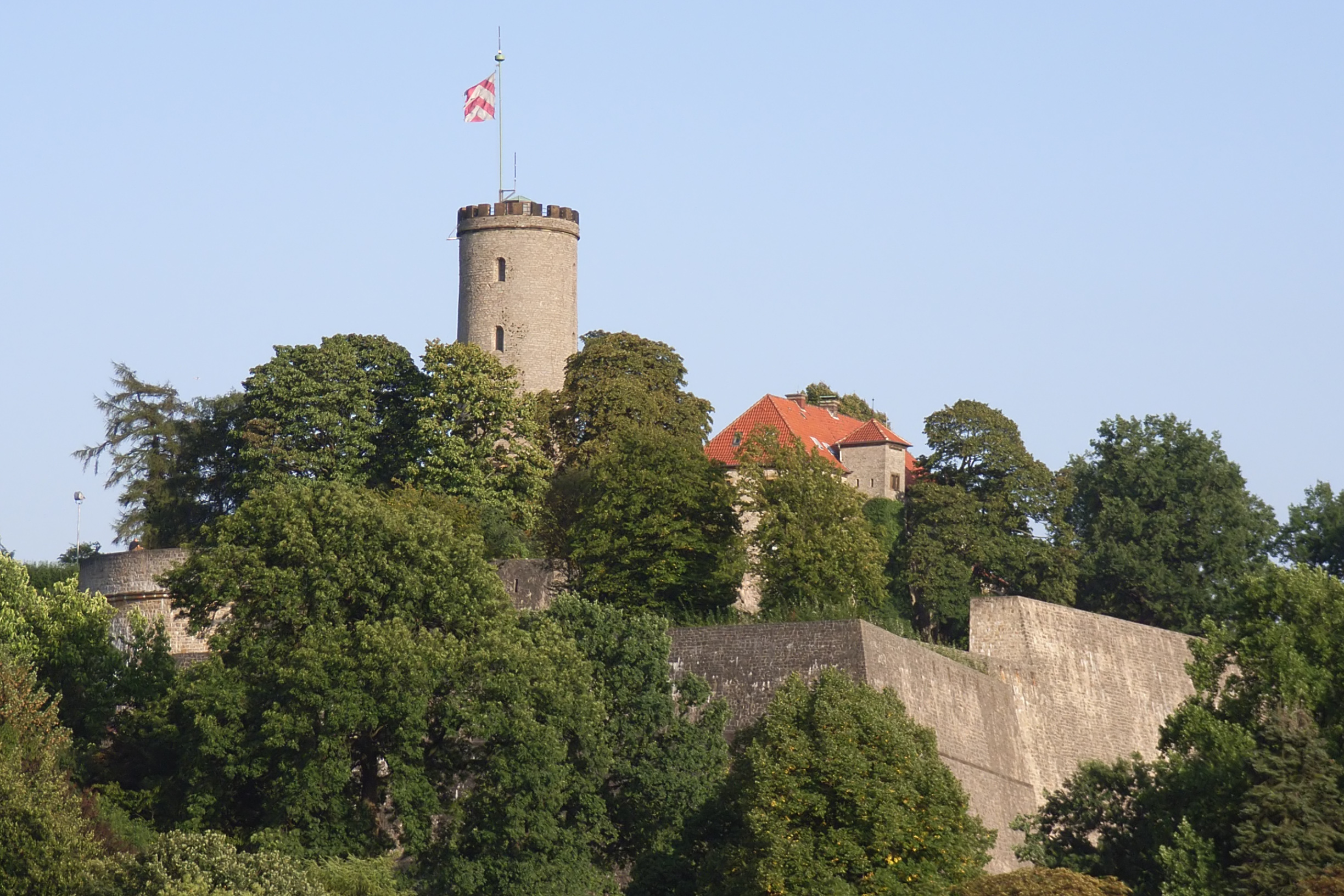
Sparrenburg

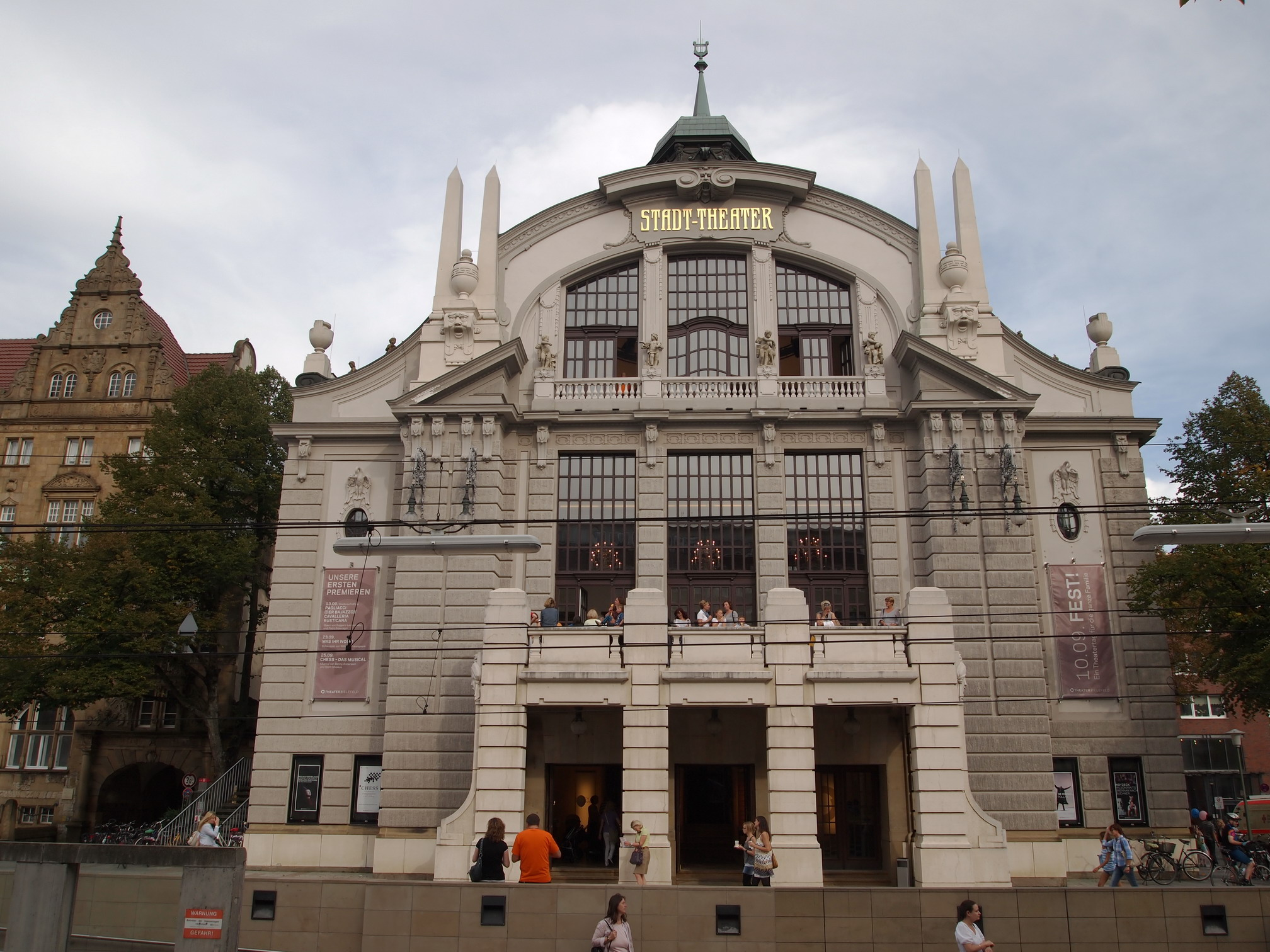
Secesní městské divadlo Am Niederwall

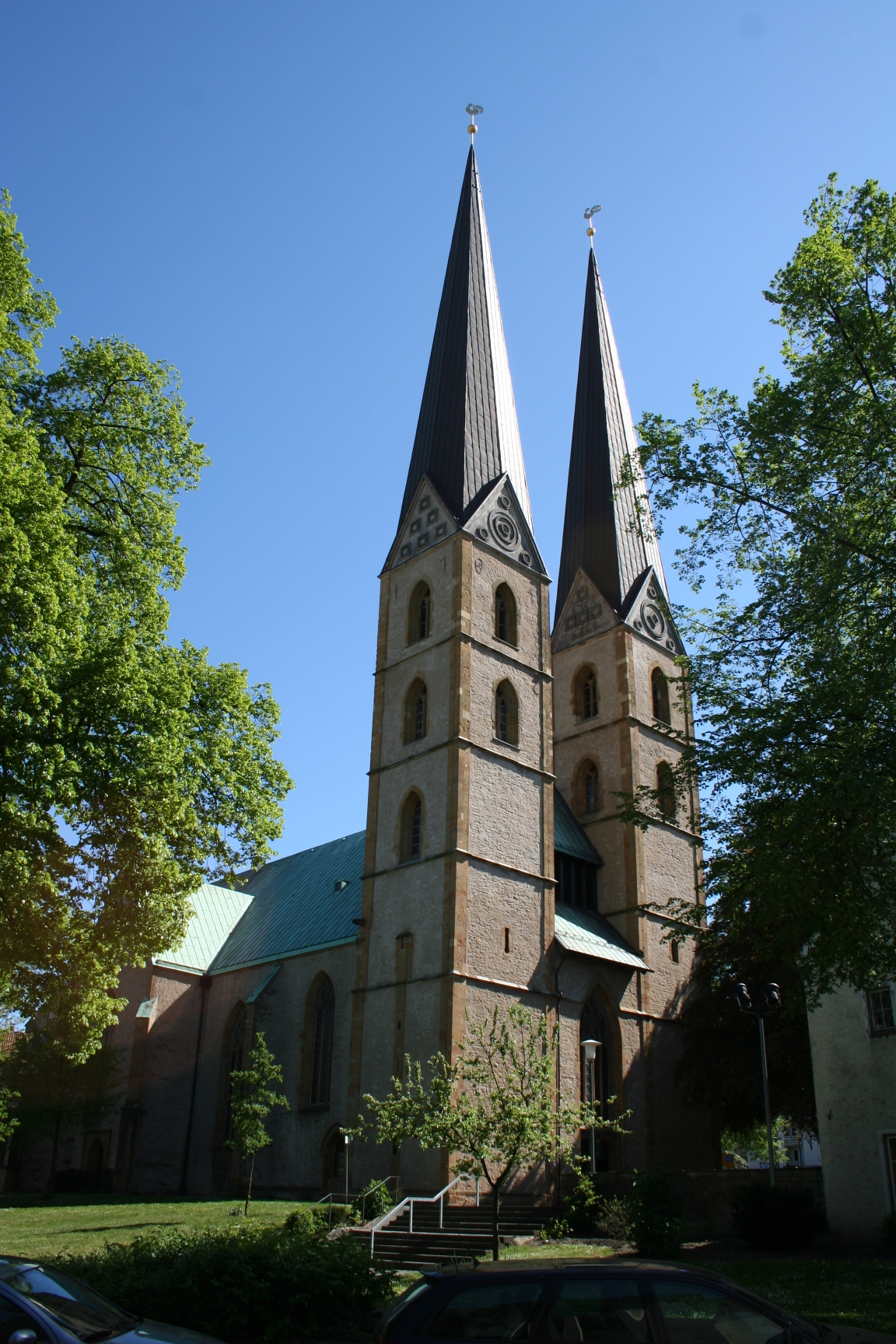
Mariánský kostel

- Sparrenburg - hrad s válcovou věží, dominanta a hlavní orientační bod města. Byl postaven v letech 1240-1250 hrabětem Ludwigem z Ravensbergu. 37 m vysoká věž a katakomby jsou veřejně přístupné, novodobé přístavby byly za války pobořeny a později nahrazeny parkem.
- Stará radnice (Altes Rathaus) byla postavena v roce 1904 a stále slouží své funkci (kancelář starosty). Její fasáda má různé prvky, nejvíce gotických a renesančních. Většina městské správy sídlí v přilehlé Nové radnici (Neues Rathaus).
- Městské divadlo (Stadttheater am Niederwall) je součástí stejného stavebního komplexu jako Stará radnice, rovněž z roku 1904. Má pozoruhodnou secesní fasádu, sídlí zde Bielefeldská opera. Další divadlo (Theater am Alten Markt) sídlí na Alter Markt).
- Kostel sv. Mikuláše (Altstadter Nicolaikirche) - gotický chrám s věží o výšce 81,5 metrů. Byl založen v roce 1236, za 2. sv. války poškozen. Třikrát denně z věže zní zvonkohra. Nejcennější součástí vybavení je vyřezávaný oltář z Antverp, zdobený 250 sochami. Malé muzeum ilustruje historii kostela až do druhé světové války.
- Neustadter Marienkirche - největší městský kostel, původně gotická cihlová bazilika založená  roku 1293, dokončená 1512. Je 78 metrů vysoká a má délku 52 metrů; Křídlový oltář s 13 tabulovými obrazy je uměleckohistoricky nejcennější část vybavení; zde v roce 1533 započala náboženská reformace v Bielefeldu; Barokní věže byly zničeny bombami za druhé světové války a později nahrazeny dvěma současnými neobvykle tvarovanými věžemi.
- Ravensberská přádelna - historická industriální stavba ve stylu tudorovské gotiky
- Vyhlídková vysílací věž Hunenburg, vysoká 164 metrů.

## Muzea
- Německé muzeum vějířů (Das Deutsche Fächermuseum), kromě své specializace vystavuje archeologické sbírky
- Skanzen selské a zemědělské kultury (Bauernhausmuseum)
- Kunsthalle Bielefeld - výstavní budova současného výtvarného umění

## Osobnosti
- Erich Consemüller (1902–1957), architekt a fotograf v Bauhausu
- Friedrich Wilhelm Murnau (1888–1931), režisér
- Erich Engelbrecht (1928–2011), sochař, autor sochařského parku Ericha Engelbrechta v Bielefeldu
- Tilman Rammstedt (* 1975), spisovatel
- Bernhard Schlink (* 1944), spisovatel
- Wolfgang Tümpel (1903–1978), stříbrník

## Zajímavosti
- Bielefeldská škola - hnutí německých historiografů
- Bielefeldské spiknutí - současný vtip na konspirační teorie

## Partnerská města
- Concarneau, Francie
- Enniskillen, Spojené království
- Rochdale, Spojené království
- Řešov, Polsko
- Novgorod, Rusko
- Nahariya, Izrael